# 소포 상자
《소포 상자》(The Adventure of the Cardboard Box)는 영국 작가인 아서 코넌 도일의 56개 셜록 홈즈의 단편 소설 중 하나이다. 이 작품은 대부분의 영국판 《셜록 홈즈의 회상록》의 12 작품 중 2번째 작품이며, 미국판에는 《마지막 인사》의 8 작품중 2번째 작품으로 수록되어 있다. 이 작품은 1892년 스트랜드 잡지(Strand Magazine)에 처음 발표되었다.

## 줄거리

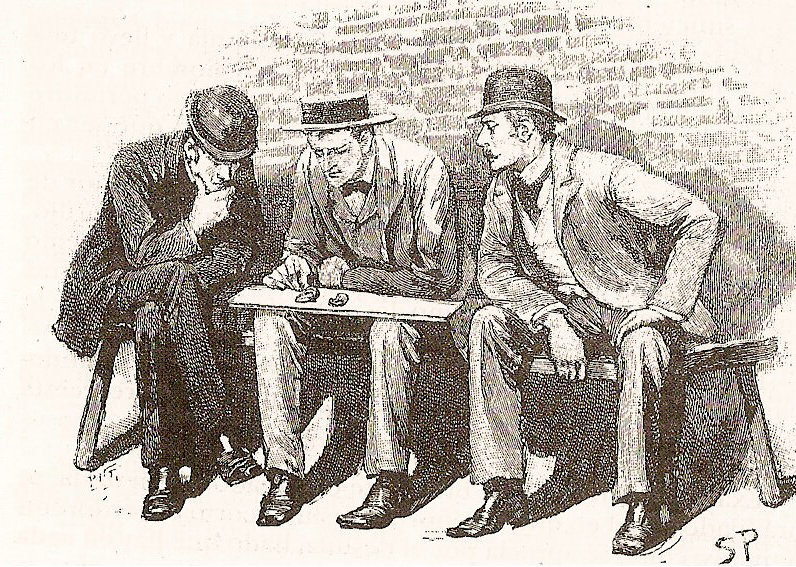
귀를 조사하고 있는 홈즈.

쉰 살의 미혼 여성인 수잔 커싱이 소포를 받았는데 그 내용물은 굵은 소금에 절여진 두 개의 귀였다. 상상력은 떨어지지만 끈기있는 레스트레이드 경위는 한 때 수잔의 집에서 하숙하다 쫓겨난 세 명의 의대생이 장난친 것으로 생각했다. 소포는 벨파스트에서 발송되었고 하숙인 중 한 명이 여행했던 곳이다. 하지만 홈즈는 소포를 조사하고 이것은 심각한 범죄가 발생했다고 확신했다. 실험실에 드나들 수 있는 의대생은 사람의 귀를 보존하기 위해 일반적인 소금을 사용하지 않을 것이고, 소포로 온 귀보다 훨씬 깨끗하게 절개할 것이라고 홈즈는 지적했다. 또한 주소의 철자를 고쳐 쓴 것으로 보아 소포를 보낸 사람은 학식이 낮은 사람이 분명했다. 소포의 매듭도 뱃사람들이 사용하는 방식이었다.
커싱 양에게 몇 가지 질문과 조사를 하고, 리버풀에 전보를 보내고 커싱 양의 동생을 방문한 후, 홈즈는 그 소포의 귀는 커싱 양의 다른 동생(막내)과 그녀의 정부의 것이라고 확신했다. 또한 죽은 동생의 남편이 살인자이고, 바뀐 주소를 몰라 귀가 든 소포를 크로이든에 있는 커싱 양에게 보낸 것이다. 수잔 커싱의 다른 여동생인 사라(소포 주소는 "S. Cushing"이었다.)가 원래 수취인이었고 그녀는 전에 동생과 함께 살았다. 동생의 남편인 짐 브라우너는 특히 술에 취하면 그녀를 괴롭혔다. 그는 그녀가 자신의 가족에 문제를 일으켜 결국 그녀 때문에 아내와 정부를 살인하게 되었다고 말했다.
브라우너는 선원이었고, 벨파스트는 소포를 부칠 수 있는 첫번 째 항구였다. 홈즈의 정보를 이용해 레스트레이드는 그가 탄 배가 런던에 도착하자 그를 체포했다. 그는 모두 자백했다. 그는 그가 저지른 범행에 매우 고통받고 있어서 기꺼이 교수대에 서겠다고 했다. 이 사건의 진범(법적이 아니라 도덕적으로)은 바로 사라 커싱이 분명하다. 그녀는 브라우니를 유혹했고 그가 그녀를 거절하자, 여동생과 그의 결혼생활을 파멸시킬 음모를 꾸몄기 때문이다.

## 이 작품의 위치
《소포 상자》는 《셜록 홈즈의 회상록》 영국 초판에는 수록되지 않았다. 하지만 미국 초판에는 해당 작품이 실렸다. 하지만 논쟁의 여지가 있는 주제 때문에 곧바로 삭제되었다. 이 작품은 후에 미국에서 《마지막 인사》에 다시 출판되었고, 영국에서는 《셜록 홈즈의 회상록》에 다시 수록되었다. 오늘날까지 대부분의 미국판에는 《마지막 인사》에 수록되어 있는 반면 대부분의 영국판에는 초판에 발표된 것처럼 《셜록 홈즈의 회상록》에 들어있다.